# John Myles-Mills
John Myles-Mills (Ghana, 19 de abril de 1966) es un atleta ghanés retirado especializado en la prueba de 60 m, en la que consiguió ser subcampeón mundial en pista cubierta en 1989.

## Carrera deportiva
En el Campeonato Mundial de Atletismo en Pista Cubierta de 1989 ganó la medalla de plata en los 60 metros, con un tiempo de 6.59 segundos, tras el cubano Andrés Simón (oro con 6.52 segundos) y por delante del italiano Pierfrancesco Pavoni.